# 24/Seven
24/seven è il terzo album in studio del gruppo musicale statunitense Big Time Rush, pubblicato il 7 giugno 2013.

## Tracce

### Edizione Standard
1. 24/Seven – 3:09
2. Like Nobody's Around – 2:56
3. Get Up – 3:02
4. Song For You (feat. Karmin) – 3:15
5. Run Wild – 3:09
6. Crazy for U – 3:07
7. Picture This – 3:04
8. Confetti Falling – 4:03
9. Amazing – 3:21
10. We Are – 3:45

### Tracce nell'edizione deluxe
1. Love Me Again – 3:30
2. Just Getting Started – 3:02
3. Untouchable – 3:20
4. Lost in Love (feat. Jake Miller) – 3:02
5. Na Na Na – 3:09